# Homoneura costalis
Homoneura costalis är en tvåvingeart som beskrevs av Malloch 1929. Homoneura costalis ingår i släktet Homoneura och familjen lövflugor. Inga underarter finns listade i Catalogue of Life.